# Kingstown
Kingstown a Kis-Antillák Szél felőli szigetcsoportjához tartozó Saint Vincent és a Grenadine-szigetek fővárosa.

## Fekvése
A vulkanikus, észak-déli irányban elnyúló 27 kilométer hosszú és átlag 27 km szélességű Saint Vincent délnyugati részén, a 182 m magasságú Berkshire Hill dombvonulata és a tágas, védett Kingstown-öböl között helyezkedik el.

## Földrajza
Klímája trópusi szavanna, melyet csak valamelyest mérsékel a tenger közelsége.
Az évi középhőmérséklet 24,5 Celsius-fok, az év folyamán lehulló 1100 mm-nyi csapadék nagy része a májustól novemberig tartó esős évszakban hullik le.
A sziget belsejében található a máig aktív 1234 méter magasságú Soufriére vulkán.

## Története
Saint Vincent szigetének felfedezését Kolumbusz nevéhez kötik, 1493 őszén, második útja alkalmával fedezte fel.
1627-ben az angolok létesítették itt az első európai telepet. Lábukat azonban akkor nem tudták itt tartósan megvetni 1763-ig a karib indiánok ellenállása miatt.
Kingstown-t (királyváros) a XVIII. század elején alapították, ahol ekkortájt többször voltak kisebb-nagyobb harcok.
1783-ban lett angol gyarmat, 1789-től pedig koronagyarmattá is nyilvánították, ekkortól fejlődése is felgyorsult.
1979. október 27-én vált függetlenné.

## Gazdasága
Ipara legnagyobbrészt kisüzemi jellegű, mely a sokoldalú trópusi mezőgazdaság termékeit dolgozza fel; mint a cukorgyártás, kókuszfeldolgozás, gyapottisztítás, pamutipar.
Saint Vincent világmonopóliumnak számít a marantagyökér termelésében, melynek lisztjéből értékes tápszert és gyógyászati alapanyagot készítenek.
Kikötőjéből hajókkal szállítják el az itt termelt banánt, koprát, gyapotot, marantalisztet és szerecsendiót.
Arnos Vale, rövid kifutópályájú repülőtere csak a környező szigetvilággal teremt kapcsolatot.
A városnak a sziget belseje felé való terjeszkedésében gátat szab a keskeny partszegély mellett, az öböllel párhuzamos, hosszan elnyúló hirtelen magasba szökő dombvonulat.

## Nevezetességek

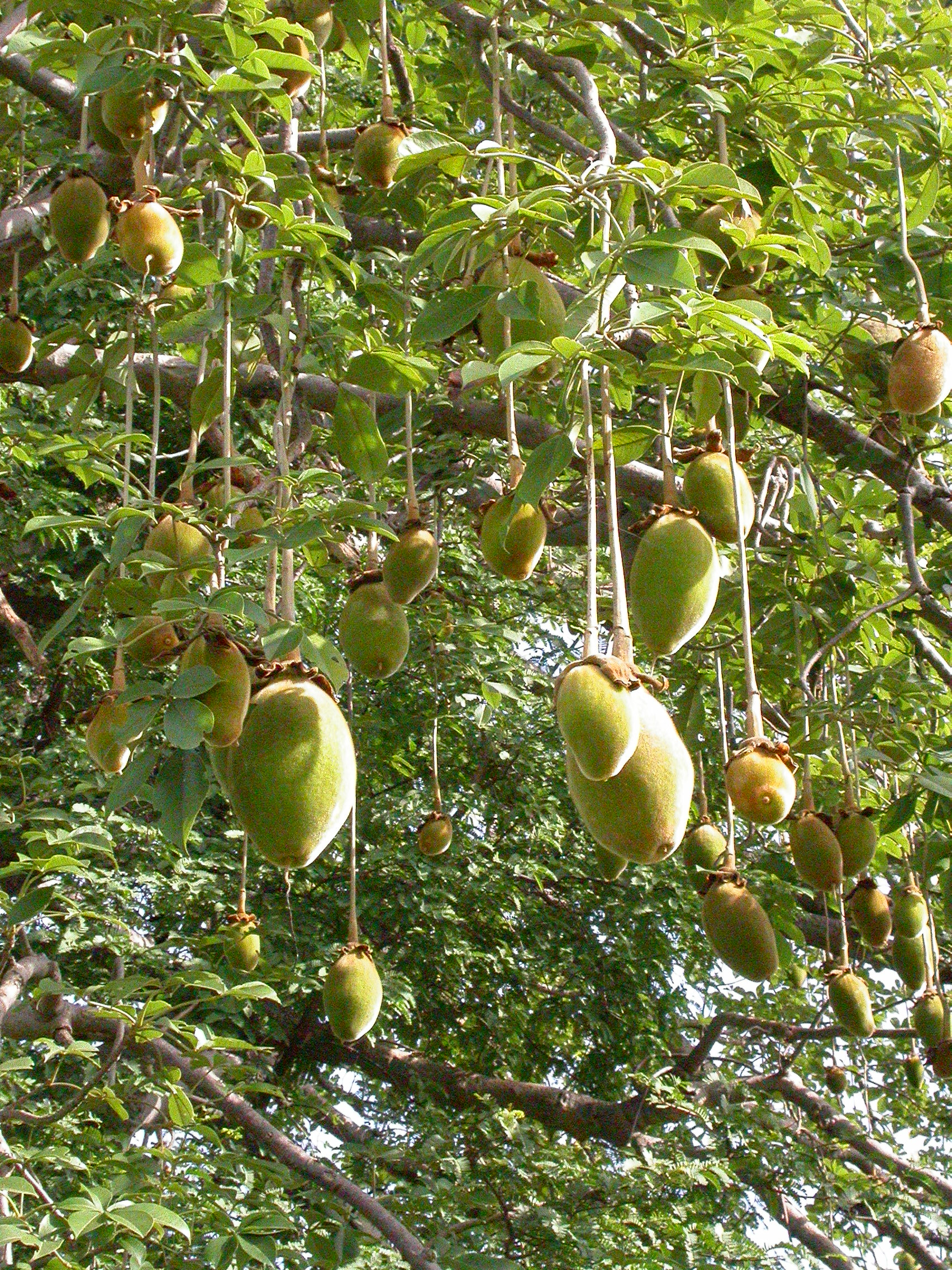
Kenyérfa termése (Adansonia digitata)

- Botanikus kertjét 1763-ban alapították. Ez az egész Újvilág talán legrégibb növénygyűjteménye. A sokféle famatuzsálem közül a legféltettebb az a kenyérfa, melyet 1793-ban William Bligh, a Bounty híres kapitánya hozott ide Tahitiról.
- Charlotte-erőd - a 18. század elején kezdték építeni a közeli domboldalon, de csak 1873-ra fejezték be. Az erődből látható a város és a kikötő panorámája.

## Képgaléria

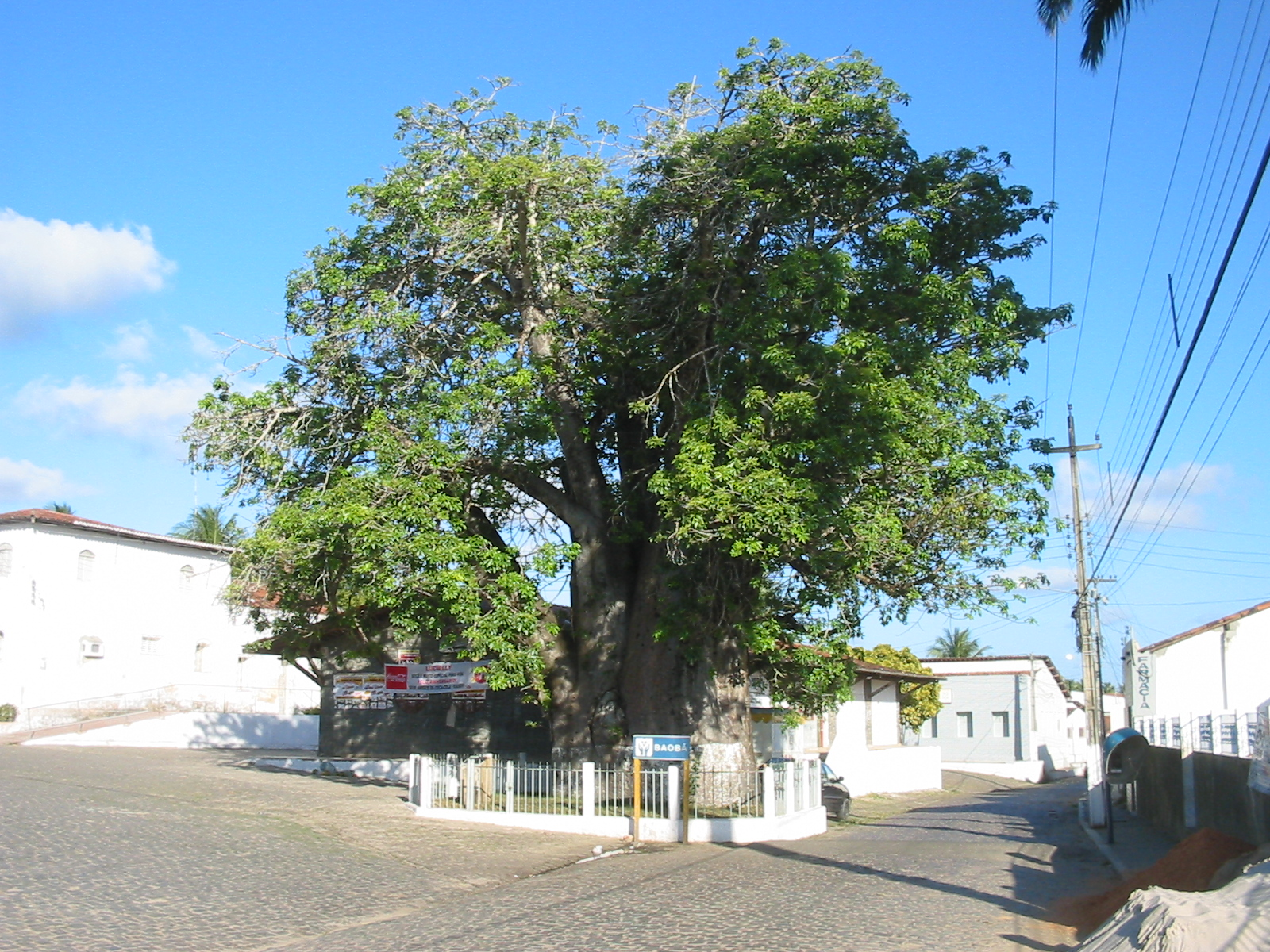
Kenyérfa
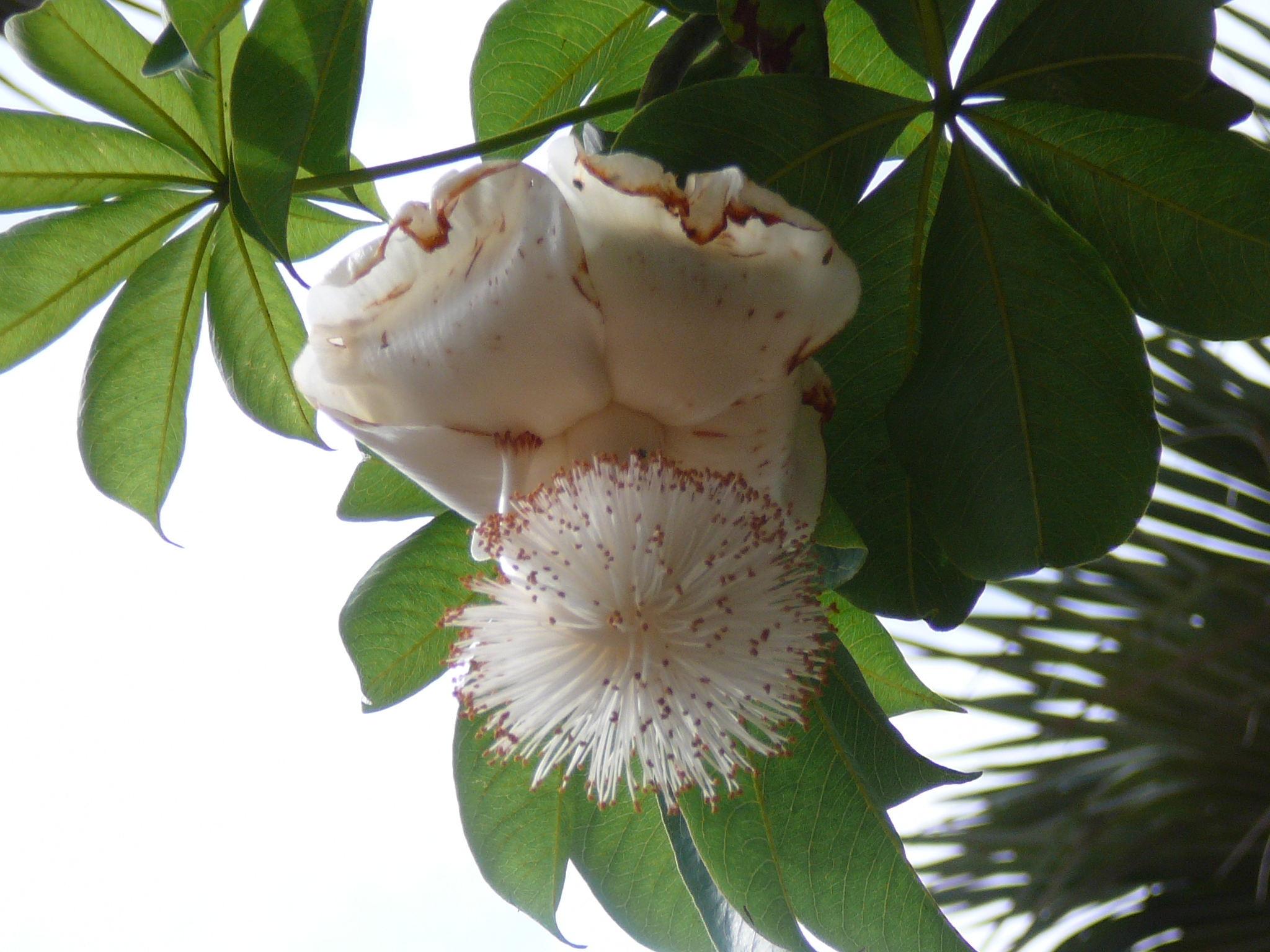
A kenyérfa virága
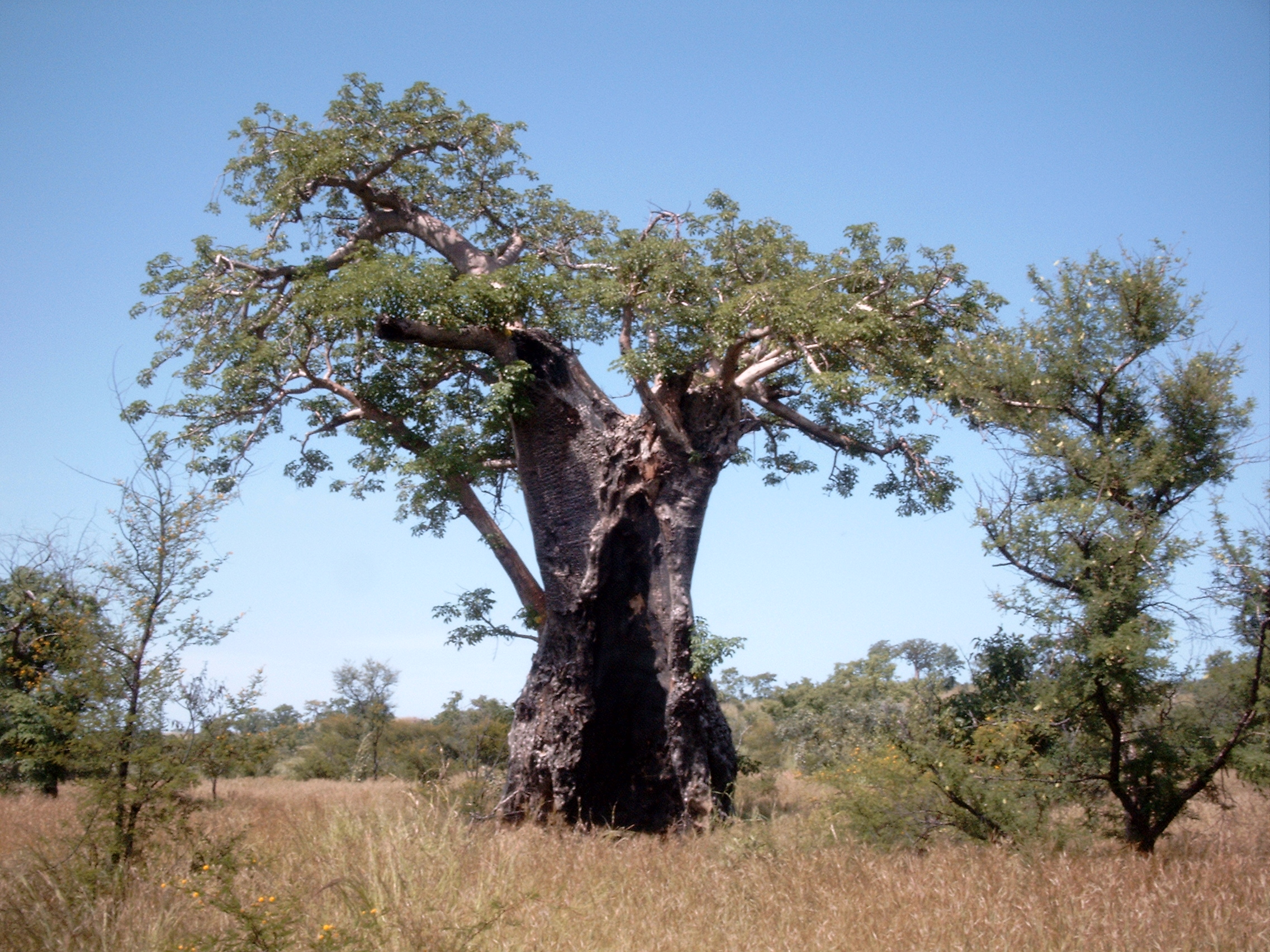
Öreg kenyérfa